# 多鱗石斑魚
多鱗石斑魚，為輻鰭魚綱鱸形目鱸亞目鮨科的其中一種，分布於西印度洋區，包括亞丁灣、阿曼灣、波斯灣、巴基斯坦、印度西部等海域，棲息深度33-100公尺，體長可達61公分，為底棲性魚類，屬肉食性，可做為食用魚。
其种加词“polylepis”意为“多鳞的”。